# Ján Imro
Ján Imro (ur. 24 marca 1897 w Kovačicy, zm. 17 lutego 1990 w Breźnie) – słowacki generał.
Syn Ondreja i Zuzany. W czasie I wojny światowej walczył w 7 pułku honwedów, ranny na froncie rumuńskim. W 1917 został wzięty do niewoli na froncie włoskim. Do roku 1936 dowódca 2. szkolnej roty wojsk piechoty, następnie przydzielony do 26. pułku piechoty w Bańskiej Bystrzycy (1936–1937). Po wznowieniu państwowości słowackiej pełnomocnik rządu przy VII. Grupie Armii w Bańskiej Bystrzycy; organizator i dowódca Akademii Wojskowej w Bańskiej Bystrzycy (listopad 1939). W okresie kampanii wrześniowej w randze ppłk, jako dowódca 2. Dywizji Piechoty (kryp. „Škultéty”) w składzie zgrupowania Bernolák, od 5 września 1939 dowódca Grupy Szybka (kryp. Kalinčiak”) walczącej jako wojska sojusznicze po stronie Niemiec w agresji przeciwko Polsce. Jednostka ta uczestniczyła następnie w agresji na Związek Radziecki w czerwcu i lipcu 1941 roku. Latem 1944 jego jednostka została przeniesiona do Włoch, gdzie trafił do niewoli alianckiej.
W kwietniu 1944 wrócił do kraju i otrzymał dowództwo 2 dywizji piechoty stacjonującej w Bańskiej Bystrzycy. Po wojnie skazany przez sąd. W roku 1965 rehabilitowany, został pracownikiem Muzeum Narodowego w Bańskiej Bystrzycy. Autor pamiętników.
Był żonaty (żona Anna).